# Chromyl(VI) chloride
Chromiyl(VI) chloride là hợp chất vô cơ có công thức hóa học CrO2Cl2. Nó là một hợp chất màu nâu đỏ, là một chất lỏng dễ bay hơi ở nhiệt độ phòng, điều này là bất thường đối với các phức kim loại chuyển tiếp.

## Điều chế
Chromiyl(VI) chloride có thể được điều chế bằng phản ứng của kali Chromiat hoặc kali điChromiat với hydro chloride khi có mặt axit sunfuric, sau đó chưng cất.
K2Cr2O7 + 6HCl  → 2CrO2Cl2 + 2KCl + 3H2O
Axit sunfuric đóng vai trò là chất khử. Nó cũng có thể được điều chế trực tiếp bằng cách cho Chromi(VI) oxit tiếp xúc với khí hydro chloride khan.
CrO3 + 2HCl ⇌ CrO2Cl2 + H2O
Phương pháp được sử dụng để điều chế Chromiyl(VI) chloride là cơ sở nhận biết ion chloride: mẫu nghi ngờ có chứa chloride được đun nóng với hỗn hợp kali điChromiat và axit sunfuric đặc. Nếu có chloride, Chromiyl(VI) chloride sẽ hình thành bằng chứng là có khói màu đỏ của CrO2Cl2. Các hợp chất tương tự được tạo thành với fluoride, bromide, iodide và cyanide.

## Phản ứng

### Với các hợp chất vô cơ
Chromiyl(VI) chloride phản ứng mãnh liệt với nước, tạo ra axit Chromic và axit clohydric:
CrO2Cl2 + 2H2O → H2CrO4 + 2HCl
Trong quá trình xảy ra phản ứng trên, axit cloroChromiic được tạo thành dưới dạng một chất trung gian:
CrO2Cl2 + H2O → HCrO3Cl + HCl
Nếu phản ứng có sự xuất hiện của muối chloride, muối cloroChromiat sẽ được hình thành:
CrO2Cl2 + H2O + KCl → KCrO3Cl + 3HCl

### Thuốc thử oxy hóa anken
Chromiyl(VI) chloride oxy hóa các anken nội thành alpha-cloroketon hoặc các dẫn xuất liên quan. Nó cũng sẽ phản ứng với các nhóm metyl benzylic để tạo ra andehit thông qua phản ứng Étard. Điclorometan là dung môi thích hợp cho các phản ứng này.

## An toàn

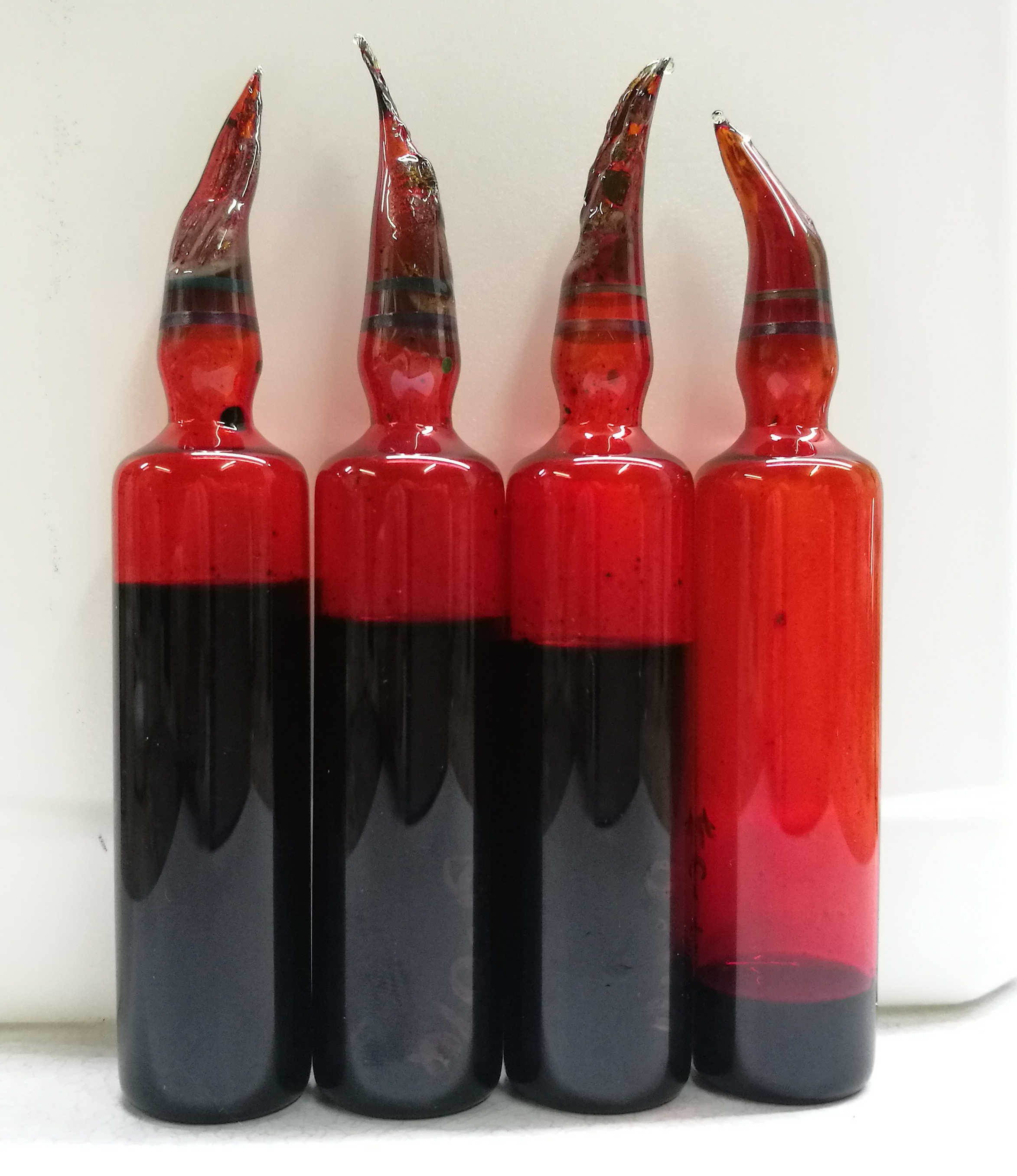
Chromiyl(VI) chloride thường được bảo quản trong ống thủy tinh đậy kín để tránh hơi nước rò rỉ ra ngoài bình chứa

Cấp tính: Tiếp xúc với hơi Chromiyl(VI) chloride gây kích ứng hệ hô hấp và kích ứng mắt nghiêm trọng, và chất lỏng này làm bỏng da và mắt. Nuốt phải sẽ rất nguy hiểm.
Mãn tính: CrVI có thể tạo ra bất thường nhiễm sắc thể và là chất gây ung thư ở người qua đường hô hấp. Da thường xuyên tiếp xúc với Chromiyl(VI) chloride có thể gây loét.